# Malîi Suhodil, Krasnodon
Malîi Suhodil (în ucraineană Малий Суходіл) este un sat în comuna Velîkîi Suhodil din raionul Krasnodon, regiunea Luhansk, Ucraina.

## Demografie
Componența lingvistică a localității Malîi Suhodil
     Rusă (88,72%)
     Ucraineană (10,98%)
     Alte limbi (0,3%)
Conform recensământului din 2001, majoritatea populației localității Malîi Suhodil era vorbitoare de rusă (88,72%), existând în minoritate și vorbitori de ucraineană (10,98%).